# Veinuqa Creek
Veinuqa Creek är ett vattendrag i Fiji.   Det ligger i divisionen Centrala divisionen, i den centrala delen av landet, 50 km väster om huvudstaden Suva. Veinuqa Creek ligger på ön Viti Levu.